# برنی (فیلم ۲۰۱۱)
برنی (انگلیسی: Bernie) فیلمی در ژانر جنایی، زندگینامه‌ای، کمدی، و کمدی سیاه به کارگردانی ریچارد لینکلیتر است که در سال ۲۰۱۱ منتشر شد. از بازیگران آن می‌توان به جک بلک، شرلی مک‌لین، و متیو مک‌کانهی اشاره کرد.

## داستان
در یکی از شهرهای کوچک تگزاس، مردی بنام برنی با یک زن بیوه ثروتمند آشنا شده، و بعد از کشتن آن زن برای بدست آوردن ثروتش، دست به هر کاری می‌زند تا مردم شهر باور کنند که زن هنوز زنده است.